# Carlo Fontana
Carlo Fontana, född 22 april 1634 i Rancate, Mendrisio, Ticino, död 5 februari 1714 i Rom, var en schweizisk-italiensk arkitekt, skulptör och ingenjör under barocken. Han var far till Francesco Fontana.

## Biografi
Fontana var lärjunge till Giovanni Lorenzo Bernini Han var åren 1686 samt 1692–1700 principe för den romerska konstakademin, Accademia di San Luca. Han förordade en mera klassicerande och återhållsam barockstil och stöddes i detta av påvestolen. Fontanas strama barockstil framgår tydligt i fasaden till Santa Margherita (1680) i Trastevere. Hans främsta arkitektoniska verk är dock fasaden till kyrkan San Marcello al Corso (1682–1683) vid Via del Corso. Bland övriga verk märks Cappella Cybo i Santa Maria del Popolo samt Palazzo Torlonia.
1701 utförde Fontana drottning Kristinas epitafium i Peterskyrkan.

## Santa Maria dell'Umiltà
| Kyrkan Santa Maria dell'Umiltà med Fontanas fasad från 1703. Akvarell av Achille Pinelli från 1834. |  | Santa Maria dell'Umiltà år 2008. Den övre delen av Fontanas fasad gjordes om i mitten av 1800-talet och de inverterade delarna av det brutna semicirkulära pedimentet samt oxögat avlägsnades. |
| Kyrkan Santa Maria dell'Umiltà med Fontanas fasad från 1703. Akvarell av Achille Pinelli från 1834. |  | Santa Maria dell'Umiltà år 2008. Den övre delen av Fontanas fasad gjordes om i mitten av 1800-talet och de inverterade delarna av det brutna semicirkulära pedimentet samt oxögat avlägsnades. |

## Verk i urval
- Cappella Ginetti – Sant'Andrea della Valle[2]
- Sångarläktare – San Carlo ai Catinari[3]
- Gravmonument över Veronica Rondinini Origo – Sant'Egidio[4]
- Cappella di San Giovanni da Capestrano (osäker attribuering) – San Francesco a Ripa[5]
- Altarbalustrad i brons, Cappella di Sant'Ignazio – Il Gesù[6]
- Restaurering – Santi Marcellino e Pietro[7]
- Fasaden – San Marcello al Corso[8]
- Santa Margherita in Trastevere[9]
- Koret – Santa Maria Maddalena[10]
- Cappella Montioni – Santa Maria di Montesanto[11]
- Högaltaret – Santa Maria dei Miracoli[12]
- Högaltaret – Santa Maria in Traspontina[13]
- Fasaden – Santa Maria dell'Umiltà[13]
- Cappella Cybo – Santa Maria del Popolo[14]
- Ombyggnad – Santa Marta[15]
- Drottning Kristinas epitafium – Peterskyrkan[16]
- Dopfuntar – Baptisteriet, Peterskyrkan[17]
- Högaltarets baldakin – Santa Prassede[18]
- Fasaden – Santa Rita da Cascia[19]
- Cappella Albani – San Sebastiano fuori le Mura[20]
- Ombyggnad – Santo Spirito dei Napoletani[21]
- Portal och fontän – Palazzo Massimo di Rignano[22]
- Palazzo di Montecitorio[23]
- Vattenbassäng – Fontana dell'Acqua Paola[24]
- Ombyggnad – Fontana di Piazza Santa Maria in Trastevere[25]
- Stora salen – Biblioteca Casanatense[26]
- Dogana di Terra (ombyggnad av Hadrianustemplet)[27]
- Ospizio di San Michele, Trastevere[28]
- Cappella dell'Assunta, Collegio Clementino (rivet 1936)[29]

## Bilder

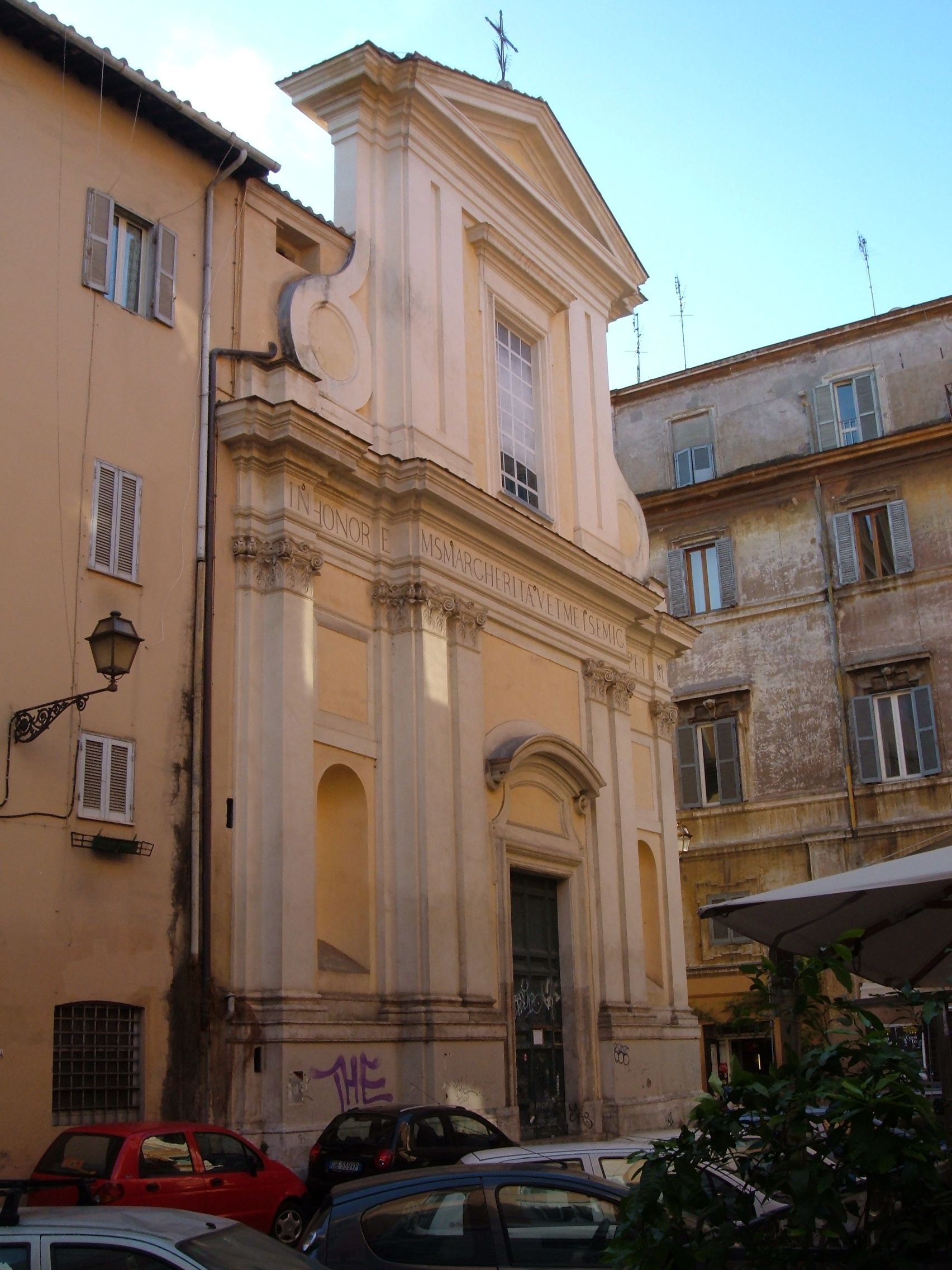
Santa Margherita, Trastevere.
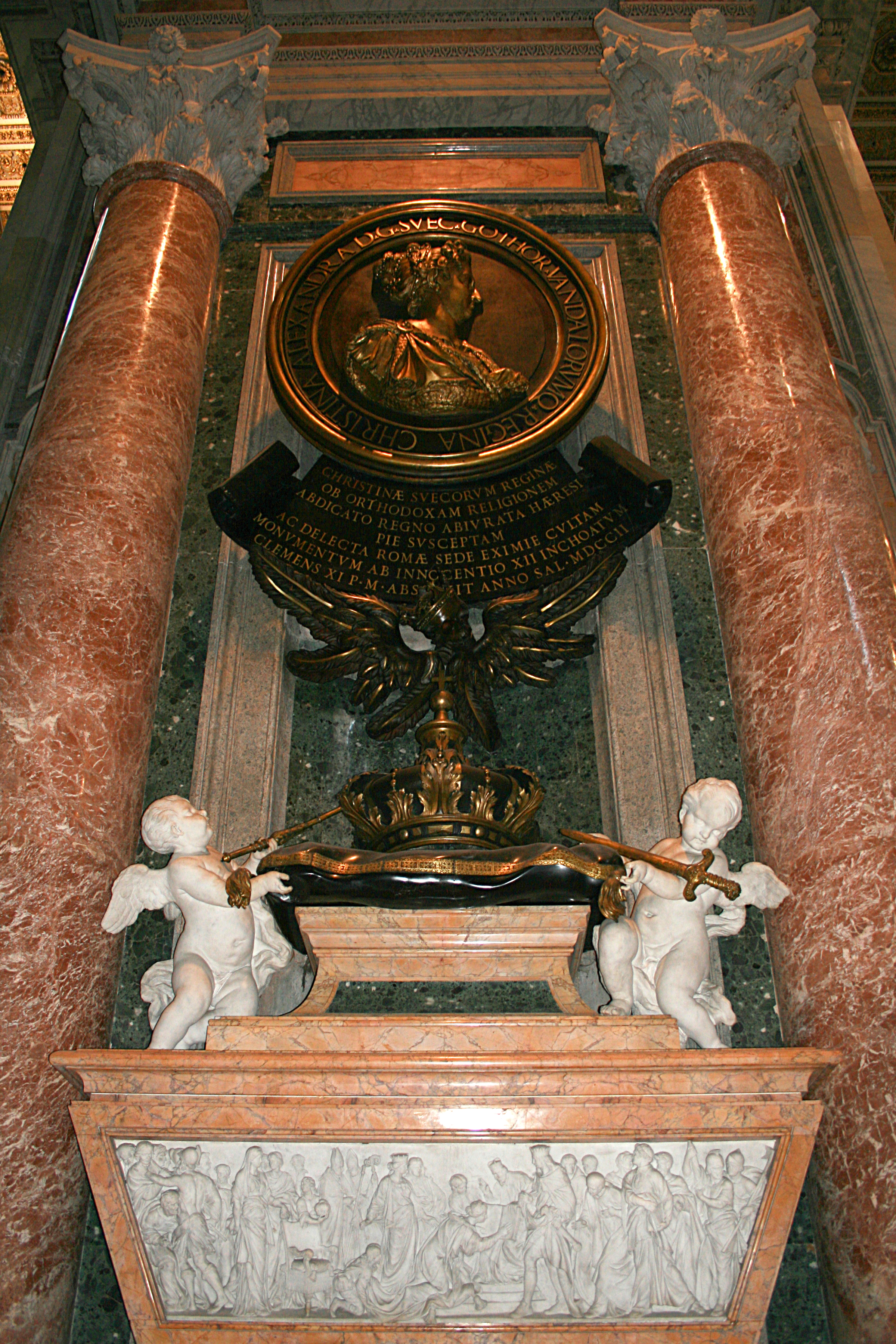
Drottning Kristinas epitafium, Peterskyrkan.
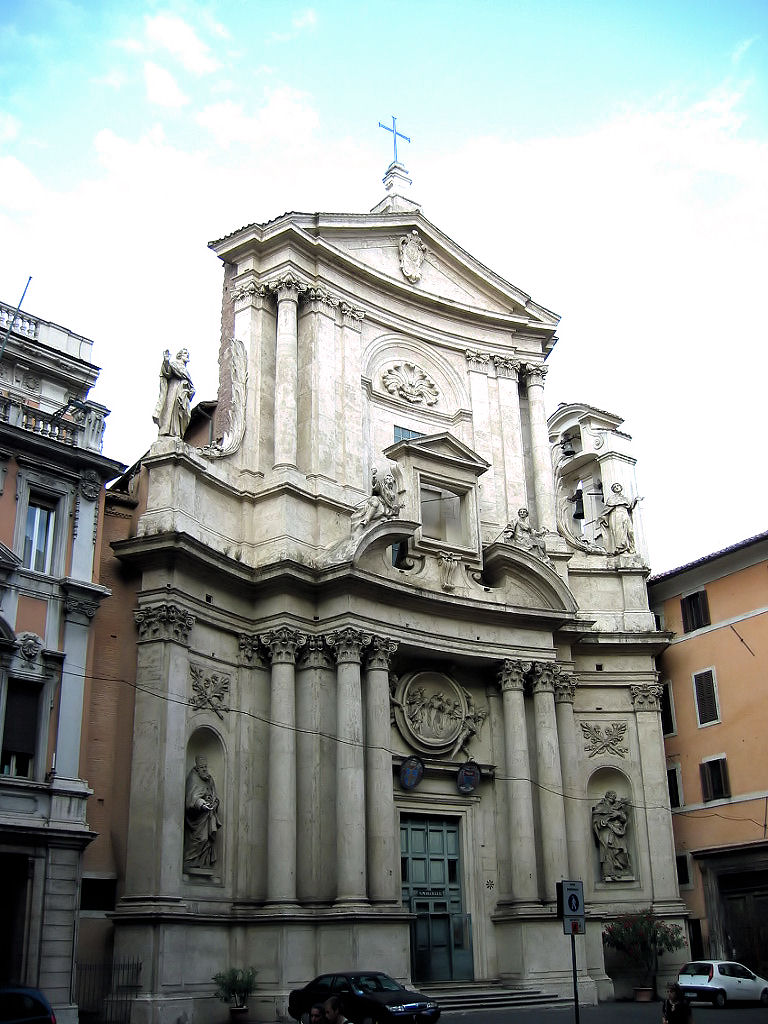
San Marcello al Corso.
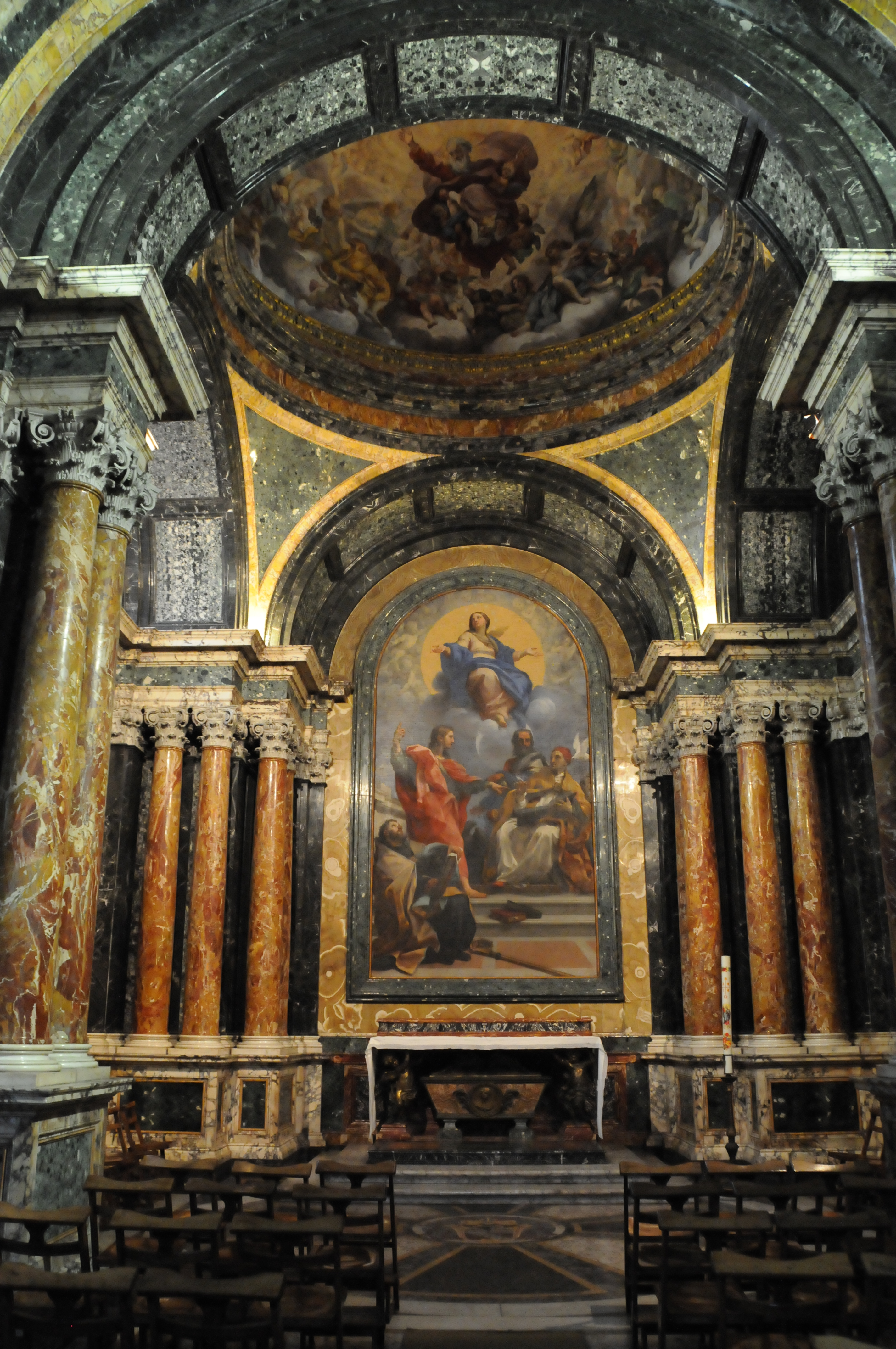
Cappella Cybo i Santa Maria del Popolo.
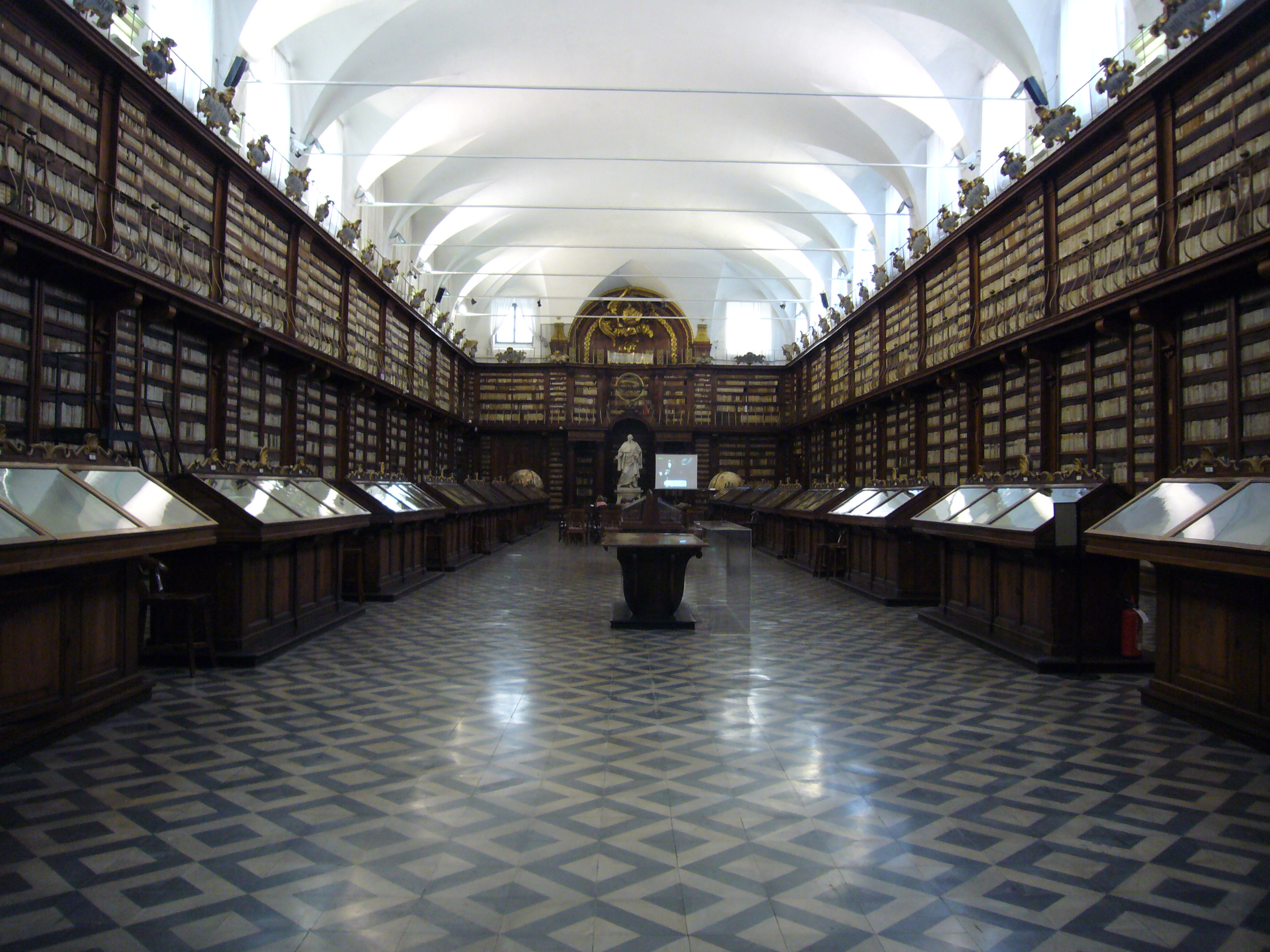
Biblioteca Casanatense.